# Rosencrantz y Guildenstern han muerto
Rosencrantz y Guildenstern han muerto es una obra de teatro del dramaturgo británico Tom Stoppard, estrenada en el Edinburgh Fringe en 1966. La obra narra los sucesos de Hamlet, de William Shakespeare, desde el punto de vista de dos personajes secundarios, los cortesanos Rosencrantz y Guildenstern, y aunque la mayoría de los hechos suceden tras los bastidores de la obra de Shakespeare, hay apariciones de los personajes principales de Hamlet y algunas de las escenas originales se recrean verbatim. Entre cada escena, los dos protagonistas expresan su confusión sobre los eventos de los que, a pesar de que ocurren en Hamlet, ellos no tienen conocimiento.

## Fuente
La principal fuente de Rosencrantz y Guildenstern han muerto es Hamlet, aunque también se han hecho comparaciones con Esperando a Godot, de Samuel Beckett, debido a la presencia de dos personajes centrales que parecen ser dos mitades de un mismo personaje y a similitudes en el argumento: los personajes juegan Preguntas, imitan a otros personajes, se interrumpen el uno al otro o permanecen callados por largos periodos de tiempo.

### Título
El título viene directamente de la última escena de Hamlet. Al inicio de la escena, Hamlet, tras ser condenado por su tío el rey Claudio a ir exiliado a Inglaterra, descubre que este pretende en realidad su muerte al leer una carta del rey dirigida a sus antiguos amigos Rosencrantz y Guildenstern en la que ordena su ejecución tan pronto como desembarque. Hamlet reescribe la carta de manera que se ordene la muerte de Rosencrantz y Guildenstern y escapa a Dinamarca. En la última escena, mientras la mayoría de los personajes principales yacen muertos, un embajador de Inglaterra llega y reporta que «Rosencrantz y Guildenstern han muerto».

## Personajes
- Rosencrantz y Guildenstern: un par de estudiantes y amigos de la niñez del príncipe Hamlet.
- El Actor: un miembro de una compañía andante de teatro.
- Hamlet: Príncipe de Dinamarca.
- Los Comediantes: los miembros de una compañía andante de teatro.
- Claudio: Rey de Dinamarca y tío y padrastro de Hamlet.
- Gertrudis: Reina de Dinamarca y madre de Hamlet. Se casó con Claudio (hermano del padre de Hamlet).
- Polonio: chambelán del reino.
- Ofelia: hija de Polonio.
- Horacio: un soldado del castillo, amigo del príncipe Hamlet.
- Fortimbrás: Sobrino del rey de Noruega.
- Soldados, cortesanos y músicos.

## Sinopsis

### Primer acto
La obra inicia cuando Rosencrantz y Guildenstern están apostando a cara o cruz. Rosencrantz, quien apuesta cara todas la veces, ha ganado 92 veces seguidas, por lo que Guildenstern sugiere que, debido a la bajísima probabilidad de que eso ocurra, puede que estén bajo la influencia de fuerzas supernaturales. Guildenstern filosofa sobre la naturaleza de la realidad, enfocándose en como un suceso se vuelve cada vez más real conforme más personas lo observan.
Una compañía de actores itinerantes llega a donde están los amigos y les ofrece un espectáculo, aunque lo único que parecen capaces de interpretar son escenas sangrientas. Las próximas dos escenas provienen de Hamlet. La primera incluye a Hamlet y a Ofelia y, aunque en la obra de Shakespeare los hechos suceden fuera del escenario, se basa en la descripción que Ofelia hace a Polonio sobre lo ocurrido. La segunda escena es la primera aparición de Rosencrantz y Guildenstern en la obra original, cuando comparecen ante el rey y la reina, quienes les solicitan que descubran la naturaleza del reciente comportamiento de Hamlet. La pareja real tiene dificultad para distinguir a los dos cortesanos para irritación de los personajes.
Después de esta reunión, los dos cortesanos ensayan su conversación con el príncipe y cada uno toma turnos fingiendo ser Hamlet mientras el otro lo interroga. El acto termina cuando los dos amigos se encuentran con Hamlet.

### Segundo acto
El acto se inicia al final de la conversación con Hamlet. Guildenstern trata de ser optimista sobre el resultado del encuentro, pero Rosencrantz le hace ver claramente que no han logrado nada y que el príncipe se ha burlado de ellos.
El Actor, uno de los miembros de la compañía itinerante de teatro, regresa al escenario y les riñe por no haber visto su obra, ya que sin público sus comediantes no son nada. También les dice que dejen de cuestionar su existencia ya que la vida es demasiado caótica para ser comprendida y, después de una conversación ilógica, los abandona para ir a preparar la presentación de El asesinato de Gonzago ante el Rey y la Reina.
La pareja real hace su entrada, y así empieza otra escena tomada directamente de Hamlet, en la que se interroga al dúo sobre su encuentro con el Príncipe y ellos comunican que está interesado en una producción de los Comediantes. Después de que el Rey y la Reina salen, los amigos consideran su tarea y de pronto ven a Hamlet pasar cerca, pero pierden la oportunidad de interrogarlo.
Los Comediantes regresan y realizan un ensayo de El asesinato de Gonzago, pero la presentación muestra más de lo que se ve en Hamlet: hay dos personajes similares a Rosencrantz y Guildenstern que van en barco y son asesinados por cortesanos ingleses. Rosencrantz no hace conexión entre el destino de los personajes y el suyo, pero Guildenstern se asusta y ataca verbalmente a los Comediantes, achacándoles su ineptitud para capturar la esencia de la muerte. El escenario se oscurece repentinamente.
Cuando el escenario se vuelve visible de nuevo, Rosencrantz y Guildenstern yacen en la misma posición que los personajes que murieron y ambos están tristes por haberse convertido en peones de la pareja real. Claudio entra nuevamente y les pide que averigüen dónde ha escondido Hamlet el cuerpo de Polonio. Después de muchos intentos, finalmente lo encuentran y el Príncipe se va con el Rey.
Rosencrantz está encantado de que su misión haya finalizado, pero Guildenstern no está tan convencido. Hamlet entra hablando con un soldado noruego y Rosencrantz decide que no le molesta acompañar a Hamlet a Inglaterra porque significa que serán libres de las órdenes de la corte danesa. Sin embargo, Guildenstern entiende que, a donde sea que vayan, siempre estarán atrapados en este mundo.

### Tercer acto
Rosencrantz y Guildenstern están en un barco que ya ha zarpado y no parecen saber cómo llegaron ahí. Inicialmente, tratan de determinar si todavía están vivos y concluyen que sí y que están a bordo de un barco. Recuerdan que Claudio les dio una carta para entregar en Inglaterra y, después de una breve confusión sobre quién la tiene, la encuentran y la abren. En la carta, Claudio ordena el asesinato de Hamlet. Después de leerla, Rosencrantz duda sobre si seguir las órdenes, pero Guildenstern lo convence de que no deben interferir con el destino ni con los planes de la realeza. El escenario se oscurece y, mientras los personajes duermen, Hamlet cambia la carta por una escrita por él.
El dúo descubre que los Comediantes están escondidos en varios barriles en la cubierta y que están huyendo de Dinamarca, ya que su obra ofendió a Claudio. Cuando Rosencrantz se queja de que no hay suficiente acción, unos piratas los atacan, y Hamlet, los dos amigos y el Actor se esconden en barriles. El escenario se oscurece y cuando las luces vuelven, Hamlet ha desaparecido. Los amigos se asustan y vuelven a leer la carta descubriendo que ahora ordena sus muertes y no la del Príncipe. Guildenstern se pregunta que los hace tan importantes como para que se ordene su ejecución.
El Actor le dice que todos los caminos llevan a la muerte y Guildenstern le quita la daga que lleva en su cinturón, le grita que sus interpretaciones de muertes no le hacen justicia a la realidad y lo apuñala. El Actor cae y Guildenstern cree que lo ha matado, pero segundos después los Comediantes empiezan a aplaudir y el Actor se pone de pie revelando que la daga es falsa y tiene una hoja retráctil. Los Comediantes proceden a actuar las muertes de la última escena de Hamlet para confusión de los dos amigos. 
La iluminación cambia de manera que solo Rosencrantz y Guildenstern sean visibles. Mientras el primero todavía no entiende por qué debe morir, pero aun así acepta su destino y desaparece, Guildenstern se pregunta cuándo fue el momento en que hubiera podido detener la serie de acontecimientos que lo llevaron a ese punto y desaparece también. La última escena presenta las últimas líneas de Hamlet cuando un embajador inglés llega y anuncia que Rosencrantz y Guildenstern han muerto.

## Producciones notables

### Reino Unido
La primera versión de la obra se tituló Rosencrantz and Guildenstern Meet King Lear, consistía de un acto y se presentó en 1964. La versión actual la estrenó el Oxford Theatre Group en el Edinburgh Fringe el 24 de agosto de 1966. La obra debutó en Londres como una producción de la  Compañía Nacional de Teatro en el Old Vic, bajo la dirección de Derek Goldby y con el diseño de Desmond Heeley. La obra se estrenó el 11 de abril de 1967, con John Stride como Rosencrantz, Edward Petherbridge como Guildenstern, Graham Crowden como el Actor y John McEnery como Hamlet. En el 2011, la obra se reestrenó bajo la dirección de Trevor Nunn y se presentó inicialmente en el Chichester Festival Theatre y posteriormente en el Teatro Haymarket. El reestreno contó con la participación de Samuel Barnett, Jamie Parker y Chris Andrew Mellon. En el 2013, se presentó una parte de la obra con Benedict Cumberbatch como Rosencrantz, como parte de la celebración del quincuagésimo aniversario de la Compañía Nacional de Teatro.

### Estados Unidos
La Compañía Nacional de Teatro tuvo una producción de la obra durante un año en Broadway entre el 9 de octubre de 1967 y el 19 de octubre de 1968, estrenándose en el Alvin Theatre y posteriormente en el Eugene O'Neill Theatre, el 8 de enero de 1968. La producción, que fue la primera obra de Stoppard en Broadway, se presentó en 428 ocasiones, fue dirigida por Derek Goldby, contó con diseño de Desmond Heeley y fue protagonizada por Brian Murray como Rosencrantz, John Wood como Guildenstern y Paul Hecht como el Actor. La obra fue nominada a ocho Premios Tony y ganó cuatro: mejor obra, mejor diseño escénico, mejor diseño de vestuario y mejor productor. El director y los tres actores principales estuvieron nominados pero no ganaron. La producción también ganó el Premio a la Mejor Obra del New York Drama Critics' Circle, en 1968, y el Outer Critics Circle Award a la Producción Sobresaliente ,en 1969.
En varias ocasiones desde 1995, el American Shakespeare Center ha preparado producciones conjuntas de Hamlet y de Rosencrantz y Guildenstern han muerto en las que el reparto interpreta a los mismos personajes en las dos obras.

## Adaptaciones radiales
La obra ha sido adaptada por BBC Radio 3. La primera fue el 24 de diciembre de 1978 bajo la dirección de John Tydeman y un elenco que incluía a Edward Petherbridge como Guildenstern, Edward Hardwicke como Rosencrantz, Freddie Jones como el Actor, Robert Lang como Claudio, Maxine Audley como Gertrudis, Angela Pleasence como Ofelia y Martin Jarvis como Hamlet. La segunda adaptación fue transmitida el 15 de julio de 2007 como parte de la celebración del cumpleaños 70 de Stoppard. La producción fue dirigida por Peter Kavanagh y protagonizada por Danny Webb como Rosencrantz, Andrew Lincoln como Guildenstern, Desmond Barrit como el Actor, John Rowe como Polonio, Abigail Hollick como Ofelia, Liza Sadovy as Gertrudis, Simon Treves como Claudio y John Dougall como Hamlet.

## Adaptación cinematográfica
Los derechos para adaptar la obra fueron comprados por Metro-Goldwyn-Mayer en 1968 por un monto de US$350 000 más 10% de los ingresos. Se anunció que John Boorman sería el director y que Irwin Winkler y Bob Chartoff serían los productores. Sin embargo, el filme no se realizó.
La versión cinematográfica se estrenó en febrero de 1990, escrita y dirigida por el mismo Stoppard, y fue éste su único trabajo como director: «Se volvió evidente que sería una buena idea si yo hacía la adaptación, al menos así el director no tendría que estar preguntándose lo que el autor quería decir. Parecía que yo era la única persona que podía tratar la obra con la falta de respeto necesaria». El elenco incluía a Gary Oldman como Rosencrantz, Tim Roth como Guildenstern, Richard Dreyfuss como el Actor, Joanna Roth como Ofelia, Ian Richardson como Polonio, Joanna Miles como Gertrudis, Donald Sumpter como Claudio y Iain Glen como Hamlet.